# Jens, Bern
Jens är en ort och kommun i distriktet Seeland i kantonen Bern, Schweiz. Kommunen har 664 invånare (2023).